# Trolejbusová doprava v Leobenu
Trolejbusová doprava v Leobenu byla provozována v letech 1949–1973.

## Historie
Protože za druhé světové války nestačily kapacita autobusů pro dělníky dopravujících se ze sídlišť do místních oceláren a zpět, bylo rozhodnuto o výstavbě trolejbusové trati. Kvůli válečným problémům s dodávkou materiálu a vozidel však tento plán nebyl v roce 1944 uskutečněn. Po válce však začala výstavba trolejbusové sítě. Dne 1. března 1949 byla zprovozněna první, šest kilometrů dlouhá trať (linka D) vedoucí od železniční stanice přes centrum města do čtvrti Donawitz. Zde byla o čtyři roky prodloužena ze středu čtvrti na její západní okraj. Roku 1952 došlo k otevření linky G (od roku 1969 linka B) o délce tři kilometry, která se v centru města oddělovala z hlavní trati a vedla podél řeky Mur do čtvrti Göß. Třetí a poslední linka L (od roku 1969 linka C), dlouhá dva kilometry, byla zprovozněna roku 1959 a začínala na hlavním náměstí a vedla východním směrem k centrálnímu hřbitovu v Lerchenfeldu. Nejvyšší provozní stav trolejbusů čítal osm vozidel.
Zánik trolejbusové dopravy v Leobenu je spojen s elektrifikací železničních tratí a s tím souvisejícími problémy s úrovňovými přejezdy. V roce 1963 musel být kvůli tomuto faktu provoz na lince D nahrazen autobusy. Navíc tím byla vozovna v Donawitzu, zprovozněná roku 1961, odříznuta od zbytku sítě, takže trolejbusy musely být na tratě přetahovány. Zpočátku byla naděje vkládána do výstavby nadjezdu, nicméně levná nafta a rozmach autobusů zapříčinil v roce 1970 zastavení trolejbusového provozu i na lince B od nádraží do Gößu. Na zbývající lince C ke hřbitovu jezdily dva trolejbusy, jejichž provoz definitivně skončil 13. července 1973.